# La Grande Béroche
La Grande Béroche é uma comuna da Suíça, situada no cantão de Neuchâtel. Tem 42,21 km² de área e sua população em 2018 foi estimada em 8.852 habitantes.
Foi criada em 1 de janeiro de 2018, a partir da fusão das antigas comunas de Bevaix, Fresens, Gorgier, Montalchez, Saint-Aubin-Sauges e Vaumarcus.